# Centro Universitario Regional del Litoral Atlántico
Centro Universitario Regional del Litoral Atlántico (C.U.R.L.A.) 
Situado en la ciudad de La Ceiba, Departamento de Atlántida. Es uno de los centros regionales de la Universidad Nacional Autónoma de Honduras.

## Fundación
El Centro Universitario Regional del Litoral Atlántico CURLA fue fundado el 29 de mayo de 1967, mediante punto de acta N.º 5 de Claustro Pleno Universitario, con la creación de la carrera de Ingeniería Agronómica e Ingeniería Forestal.

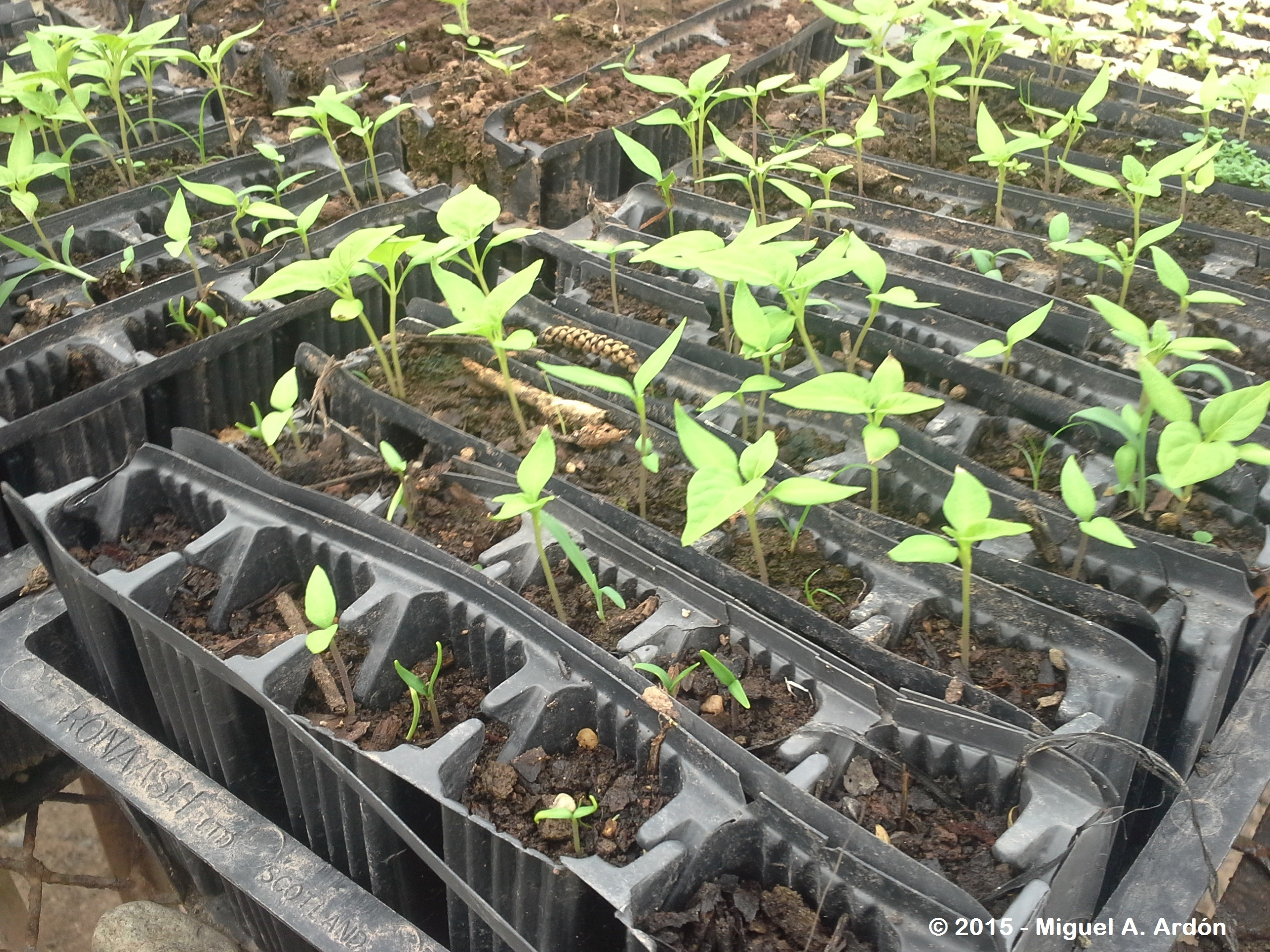
Plantaciones en el CURLA.

## Carreras autorizadas

### Pregrado
Las carreras a nivel superior medio universitario en grado de Ingeniería y Licenciatura, que ofrece el CURLA:
- Ingeniería Agronómica
- Ingeniería Forestal
- Licenciatura en Enfermería
- Licenciatura en Economía Agrícola
- Licenciatura en Administración de Empresas
- Licenciatura en Eco-turismo

### Postgrado
- Maestría en Forestaría Comunitaria
- Maestría en Administración de Empresas con orientación en Finanzas
- Maestría en Educación Superior
- Especialidad en Diseño Gestión y Evaluación Curricular

## Infraestructura

### Banco Germoplasma
Se inició en junio de 1991 con la preparación de un terreno de 4 hectáreas, ubicado en la parte sur de la estación experimental del Centro Universitario Regional del Litoral Atlántico, CURLA, con el objetivo de establecer un jardín clonal de especies y variedades de árboles frutales y plantas productoras de condimentos, principalmente.
Considerando imprescindible la colaboración y el apoyo de la universidad, a través del CURLA, para llevar a cabo de manera satisfactoria esta actividad, el Proyecto de Desarrollo del Bosque Latifoliado 1(PDBL), empezó un trabajo de acercamiento con los diferentes departamentos de dicha institución con el propósito de involucrarlos paulatinamente en una obra que hoy día se ha convertido en la base de todas las actividades de extensión agro-forestal desarrolladas dentro de la zona de influencia del proyecto.
En la actualidad el banco cuenta con un área de 31 hectáreas en donde actualmente se encuentran plantados más de 12,000 árboles, incluyendo:
- 46 variedades de aguacates
- 54 variedades de cítricos
- 61 variedades de mangos
- 180 especies y variedades de frutales no tradicionales.
- 9 especies y variedades de plantas condimentarías.
- 30 especies de árboles maderables del bosque latifoliado.

## Plantaciones experimentales

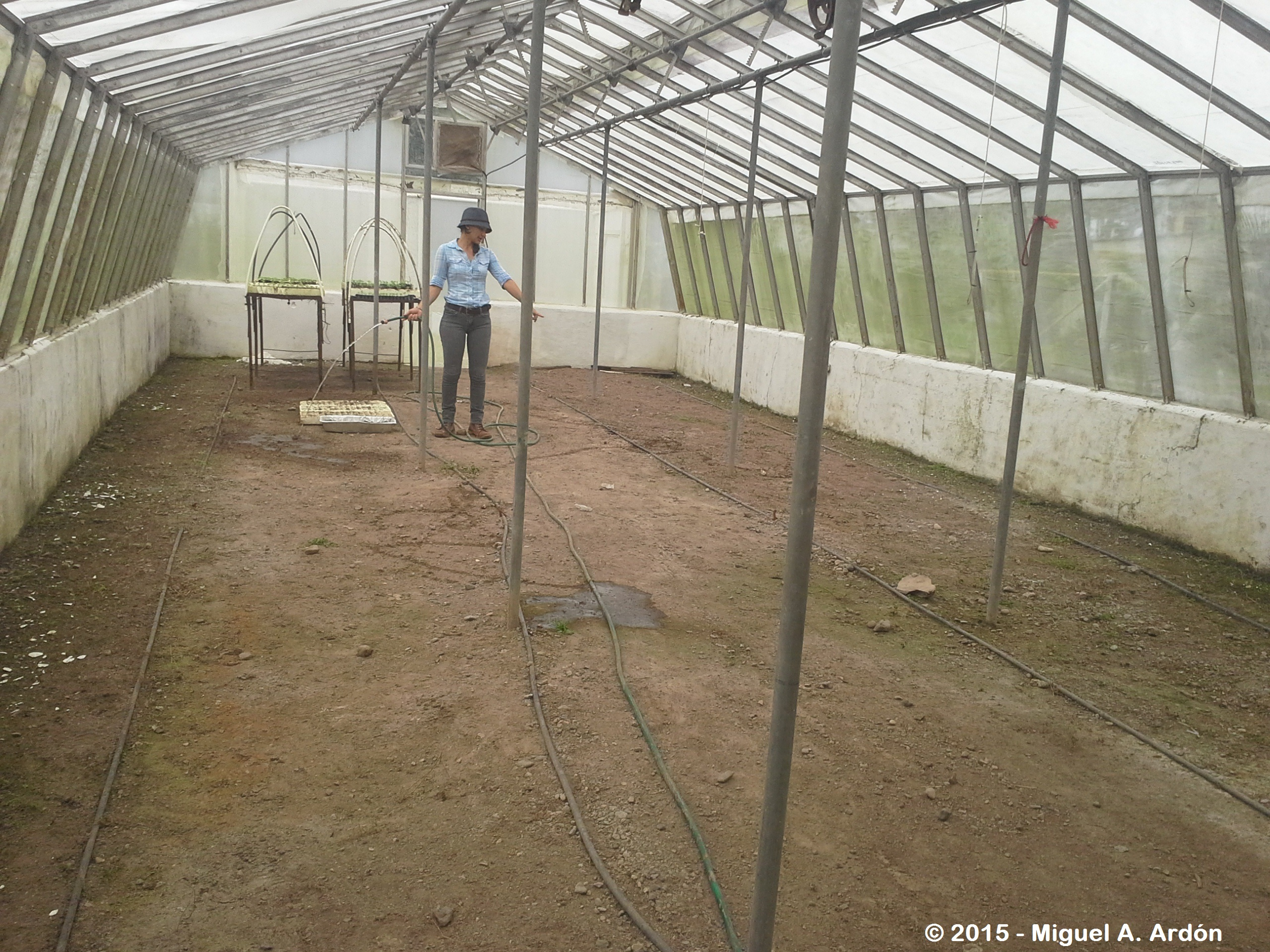
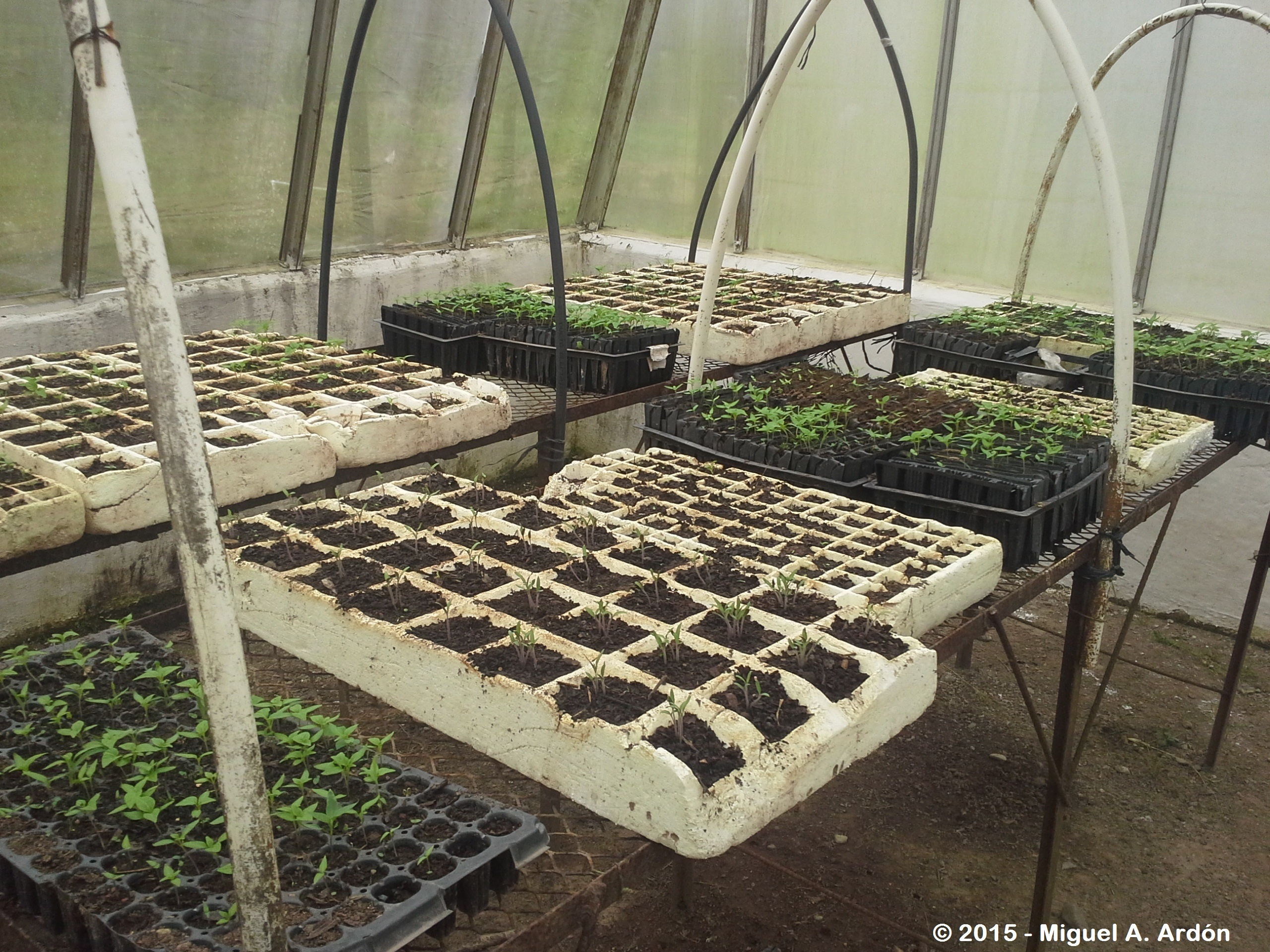
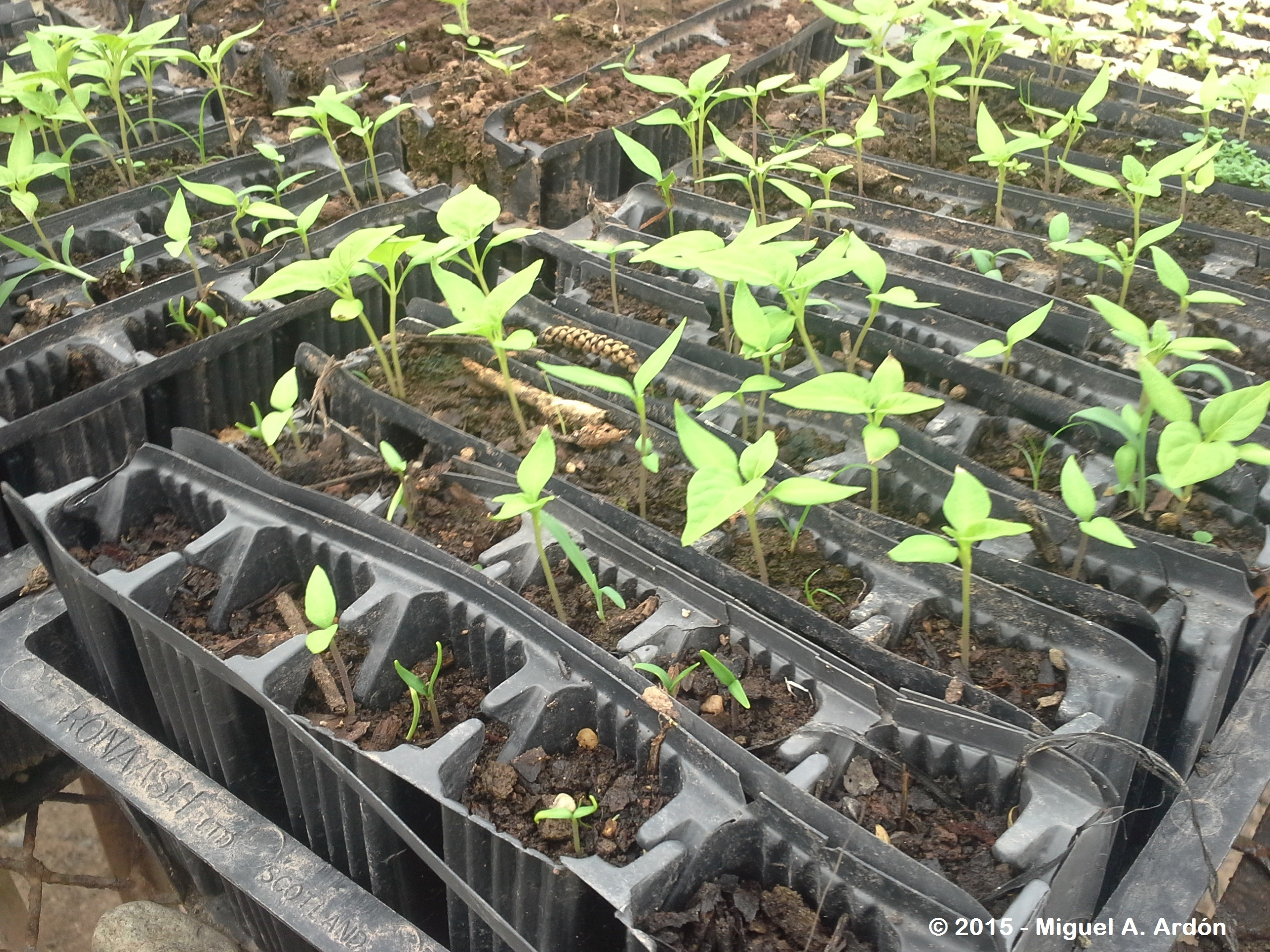
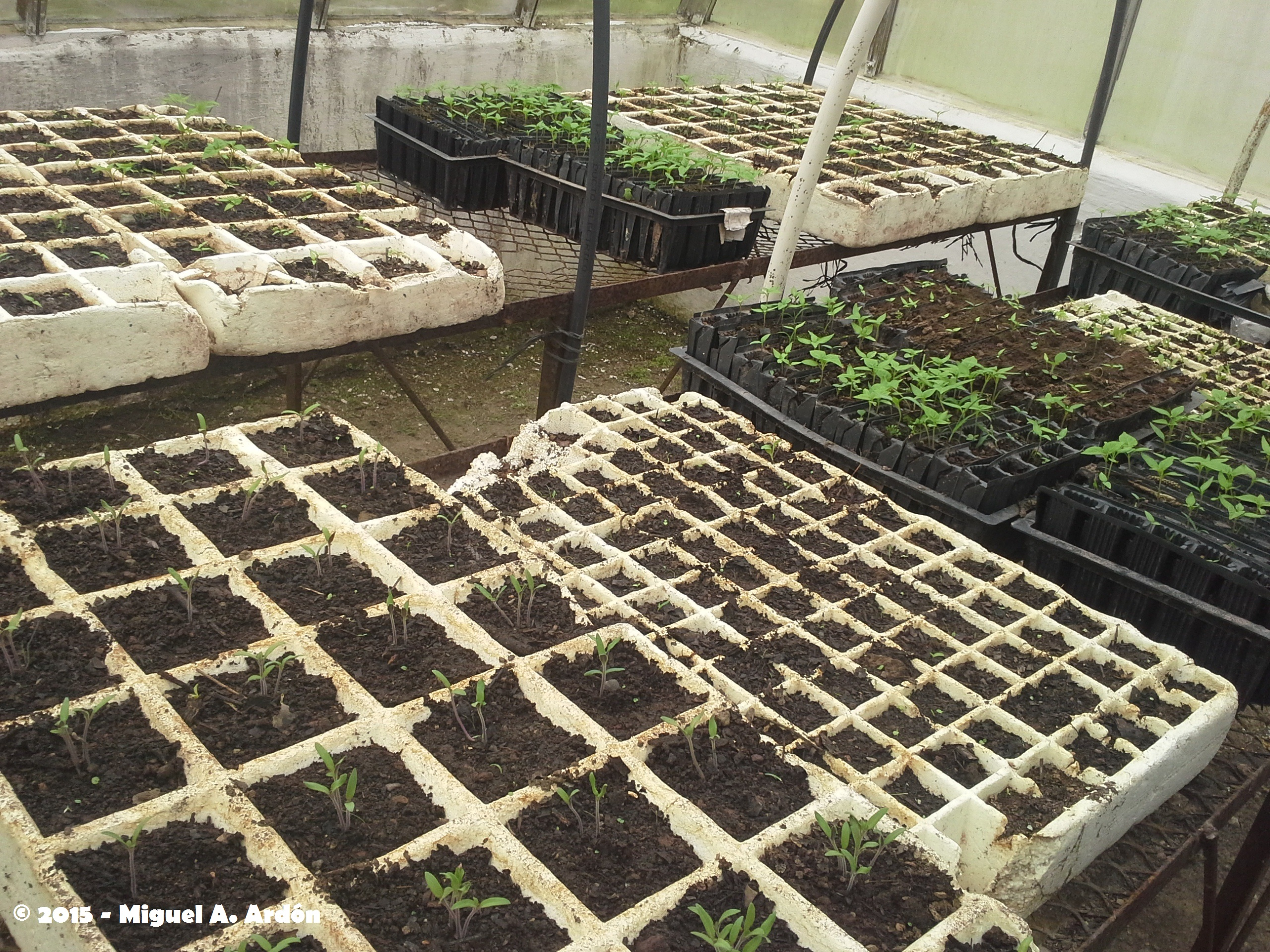
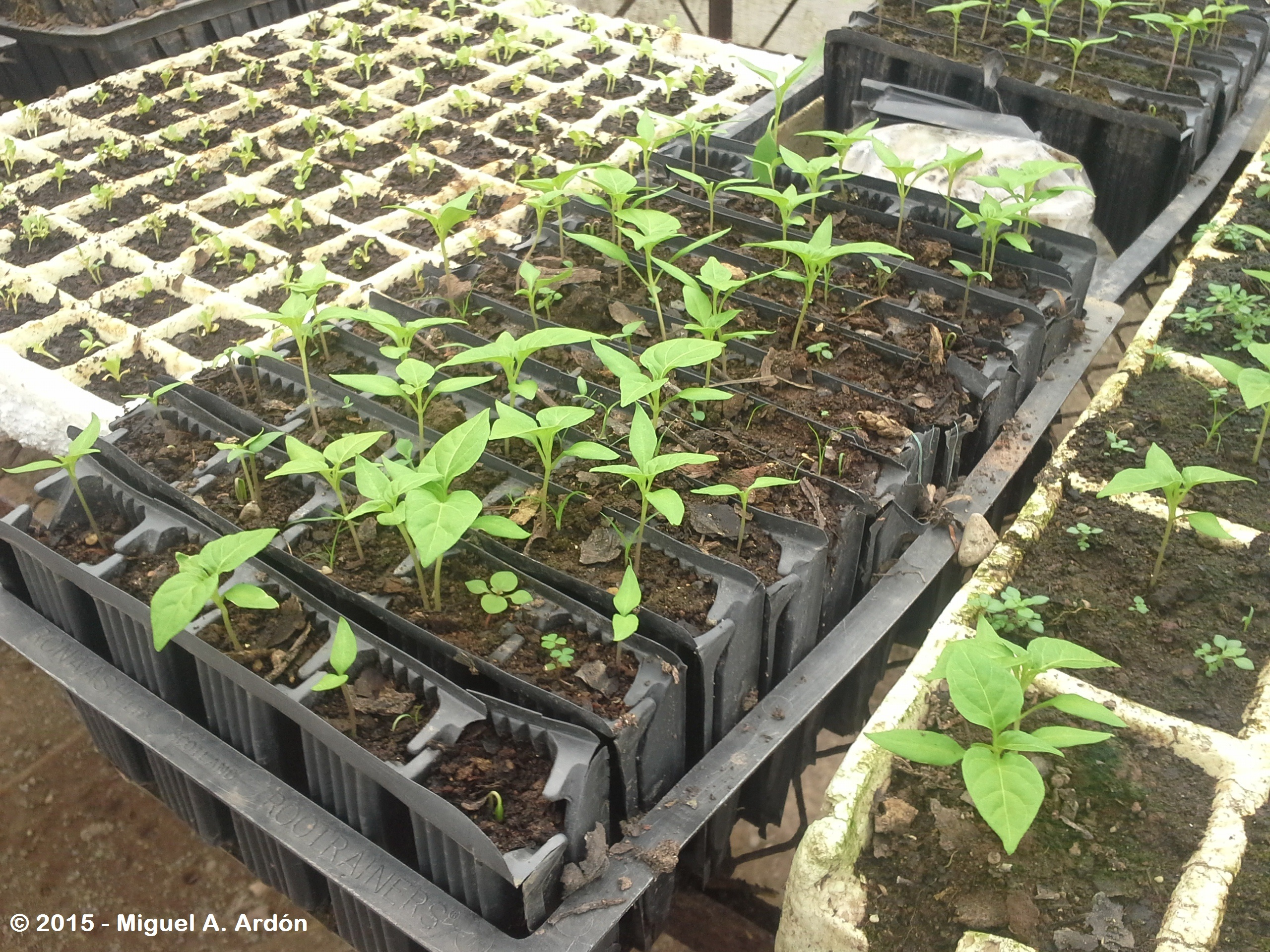

## Galería de Especies en el Banco de Germoplasma

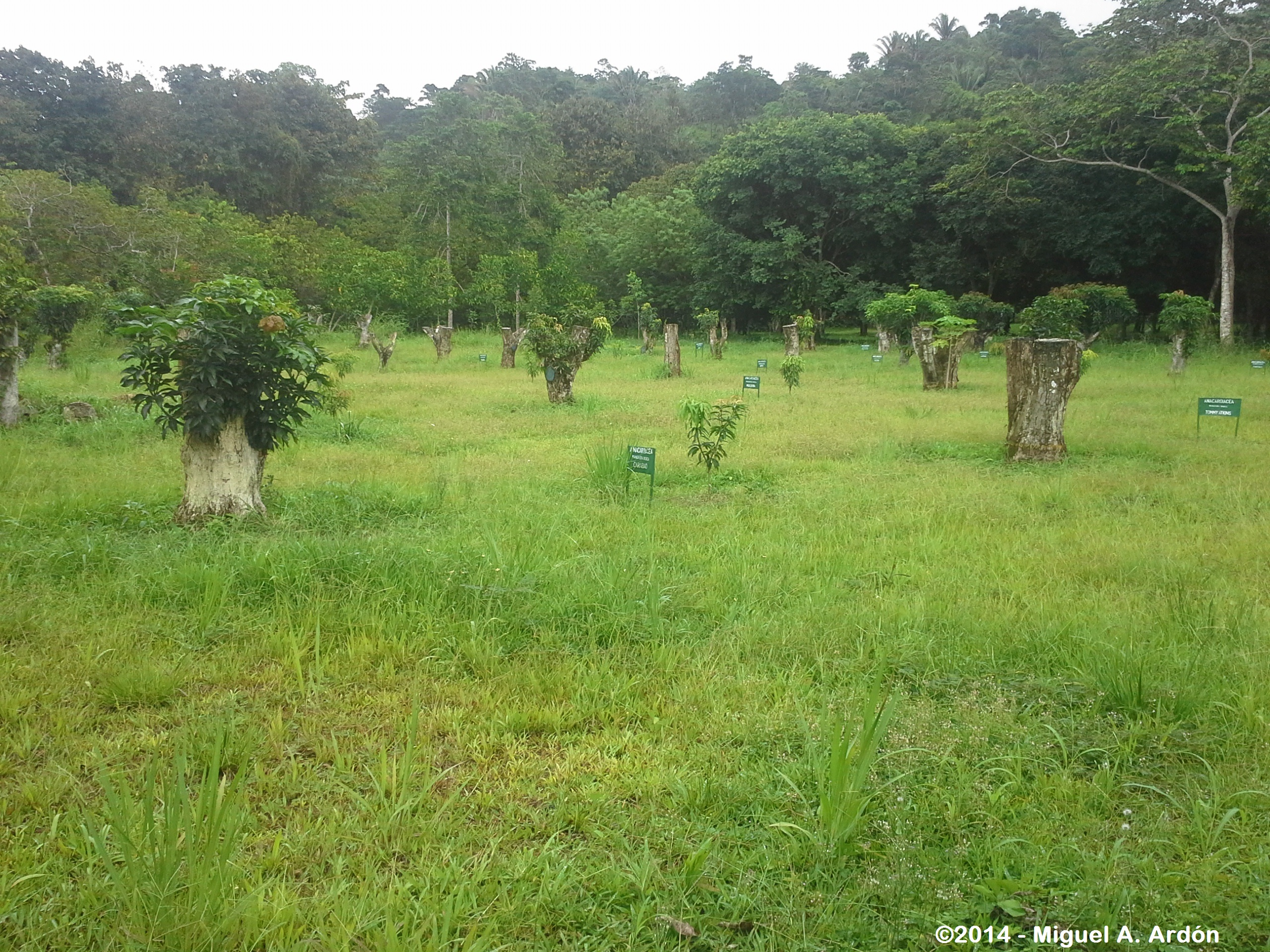
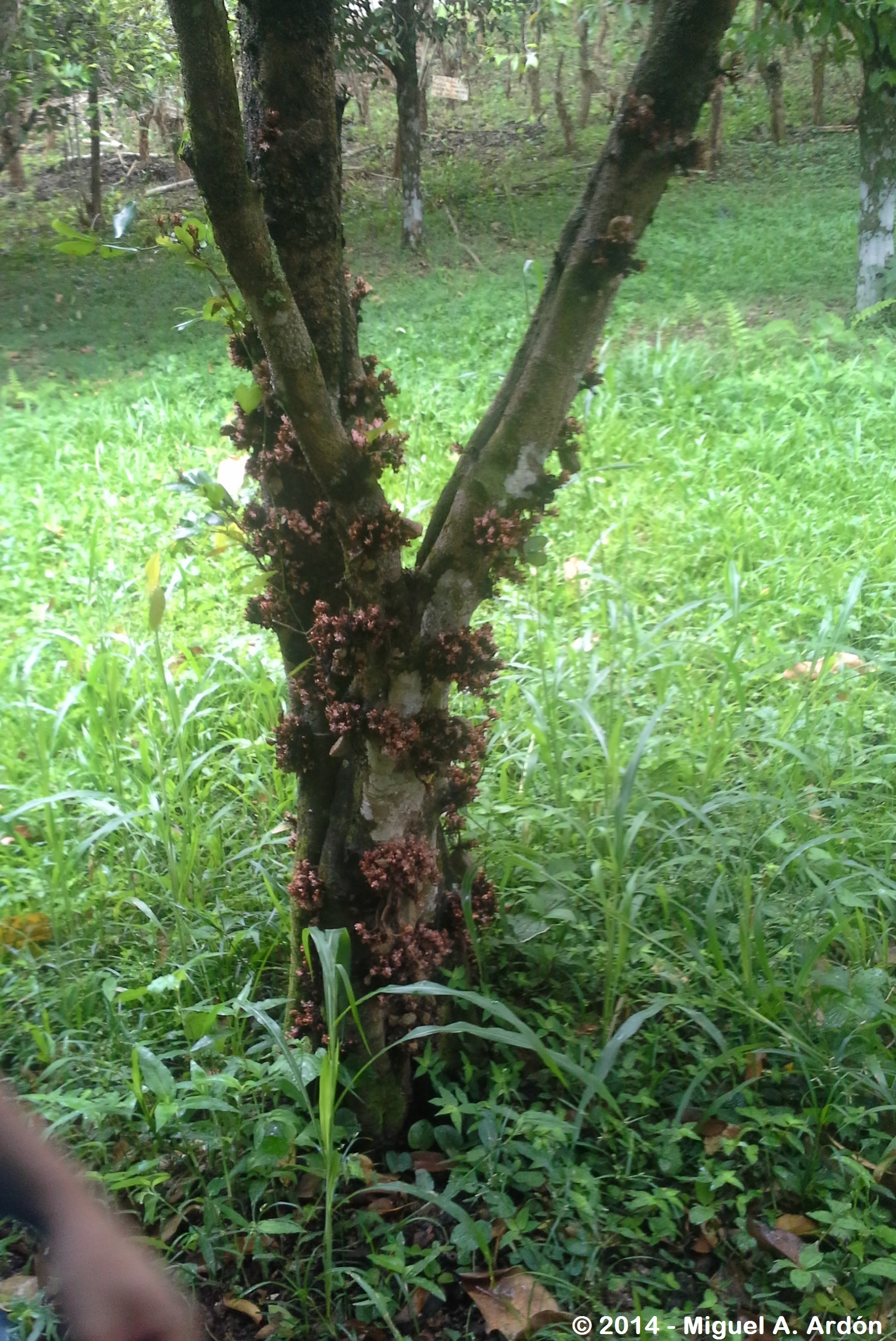
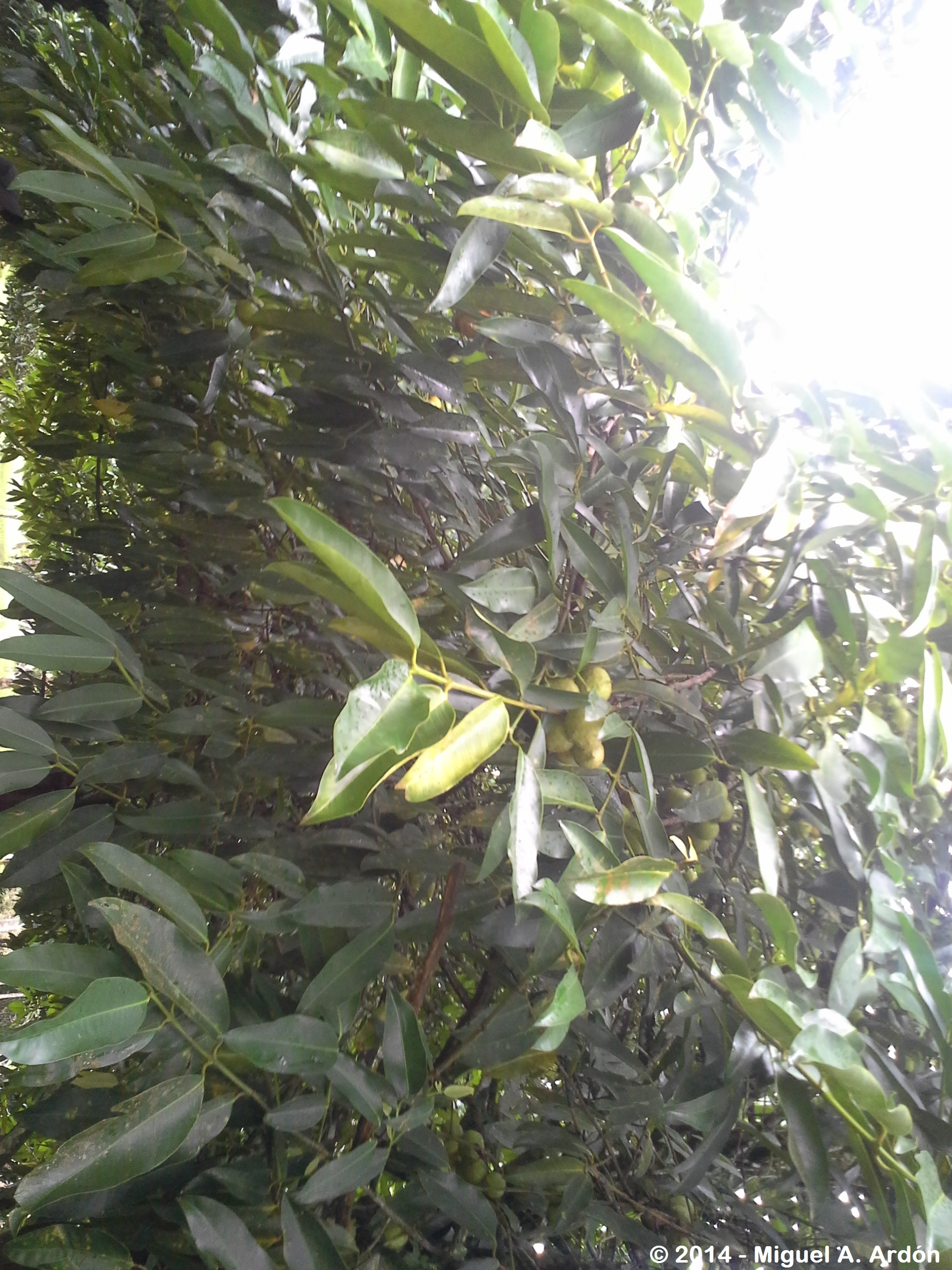
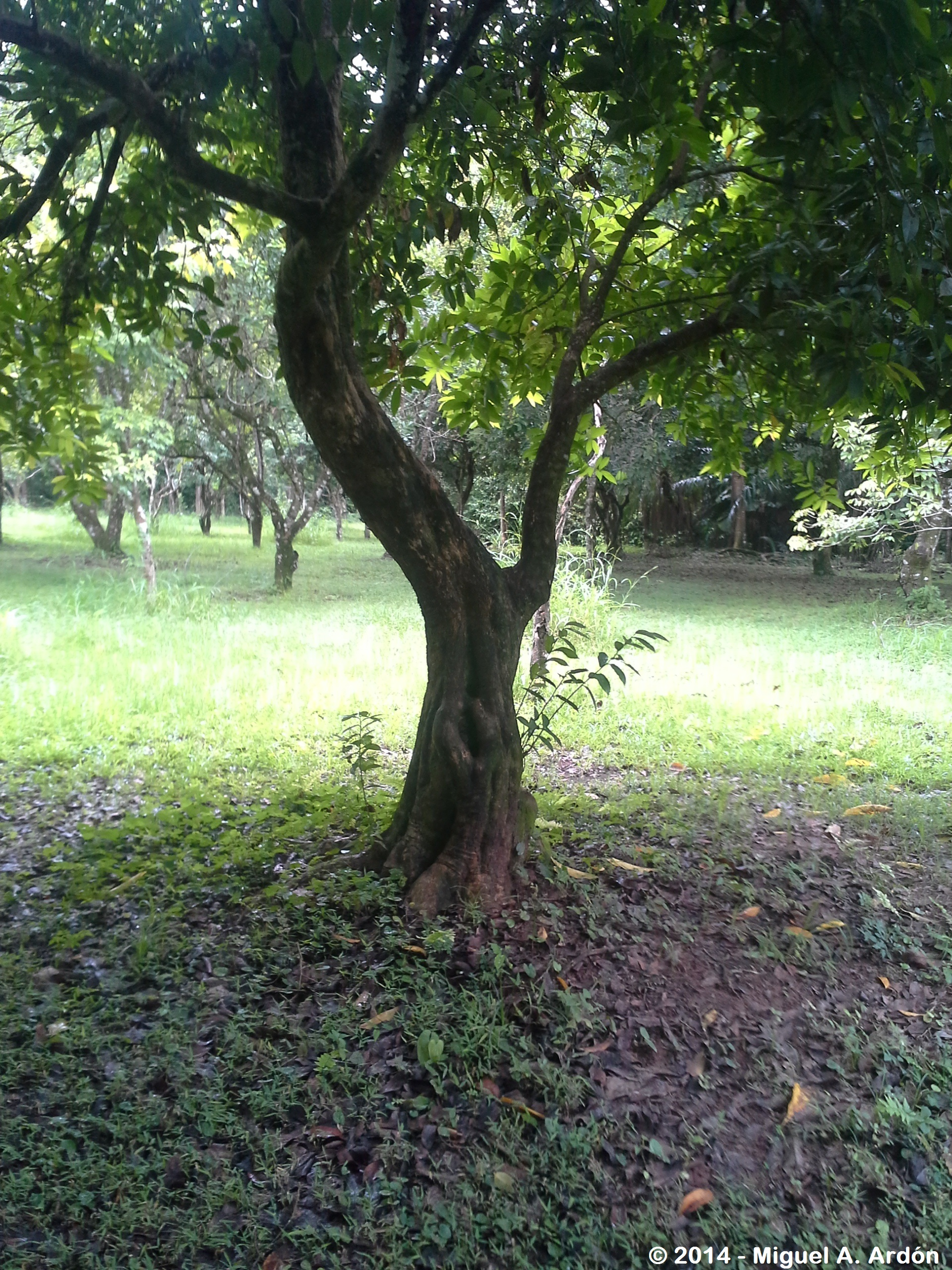
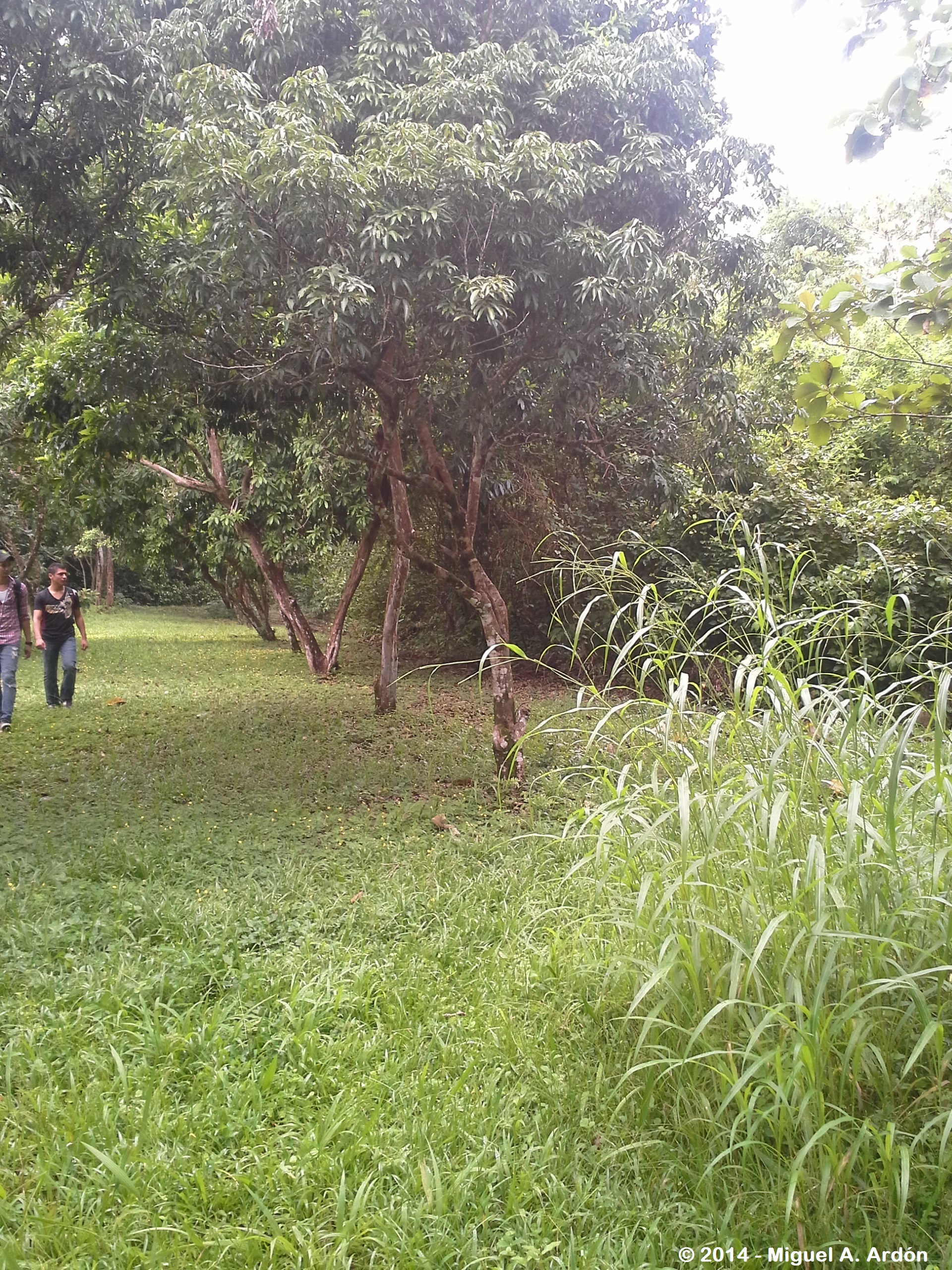
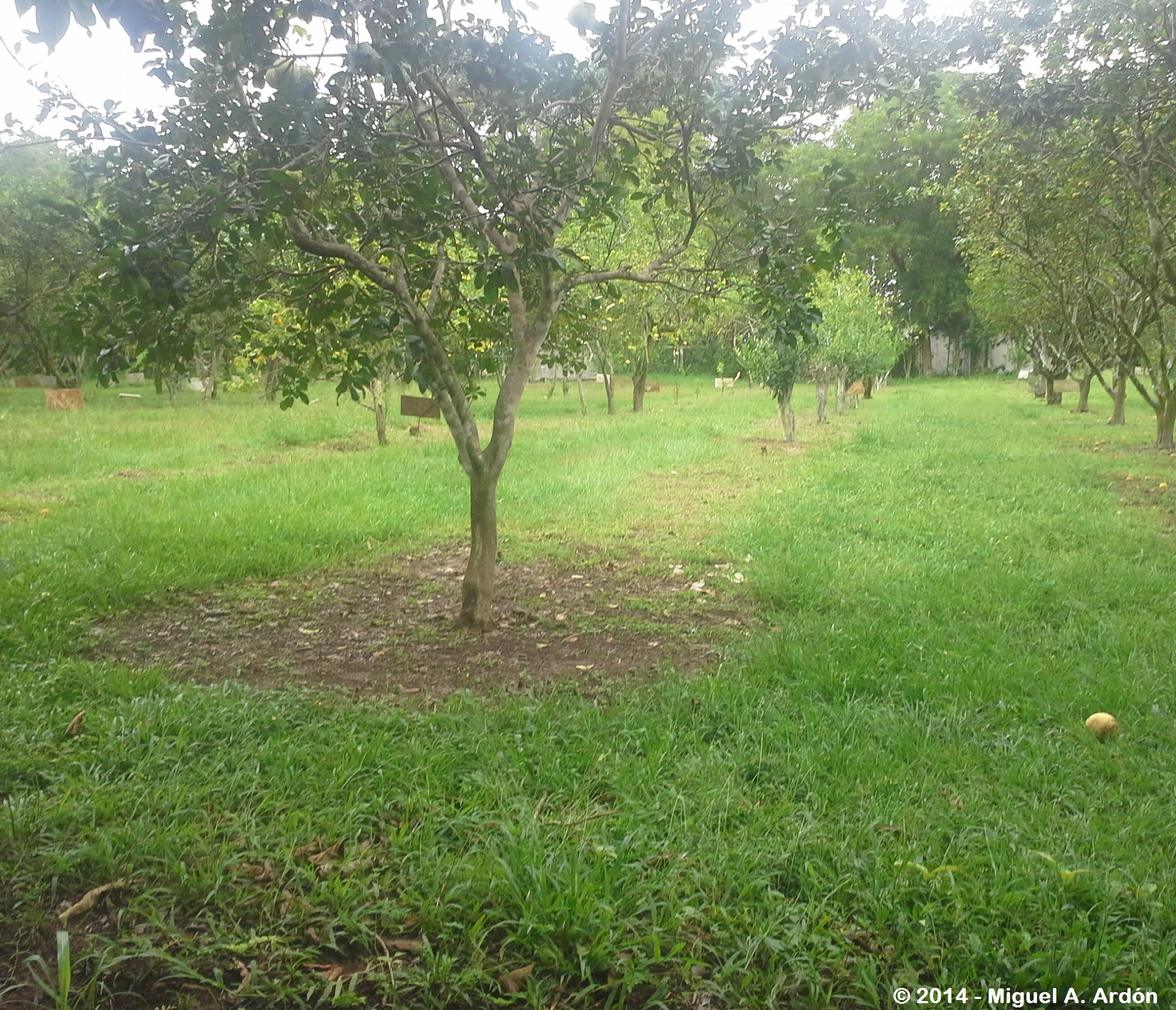
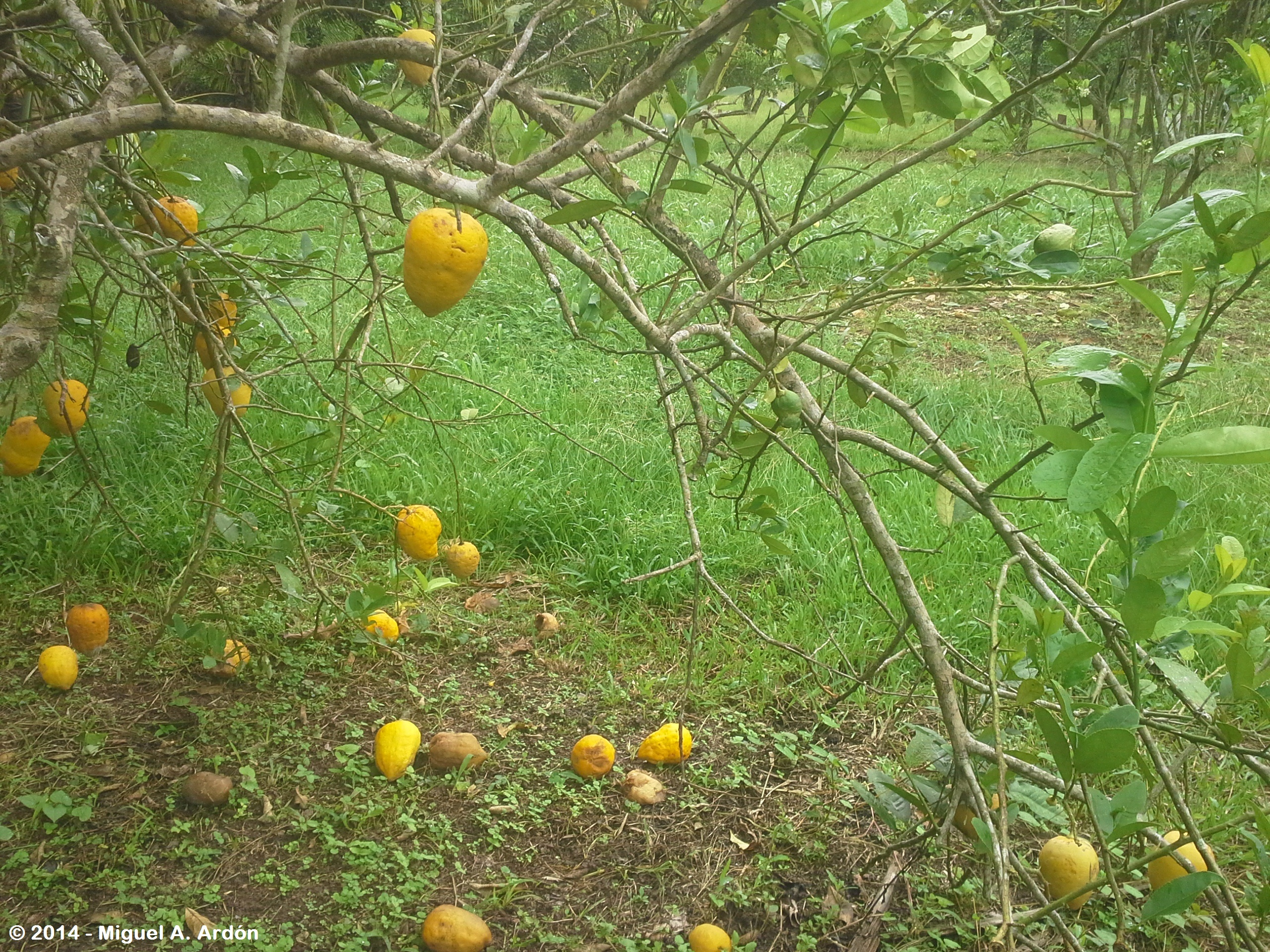
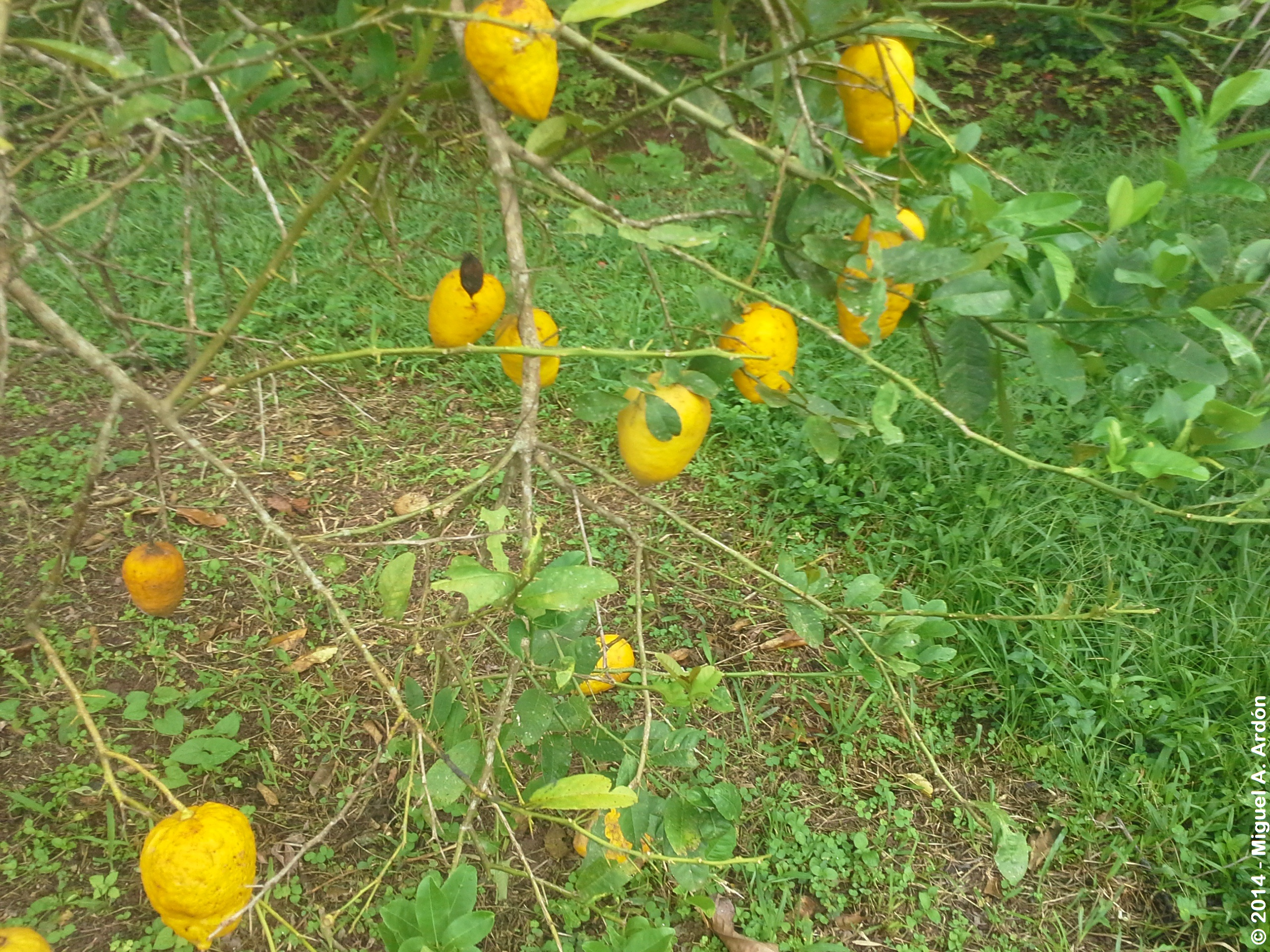
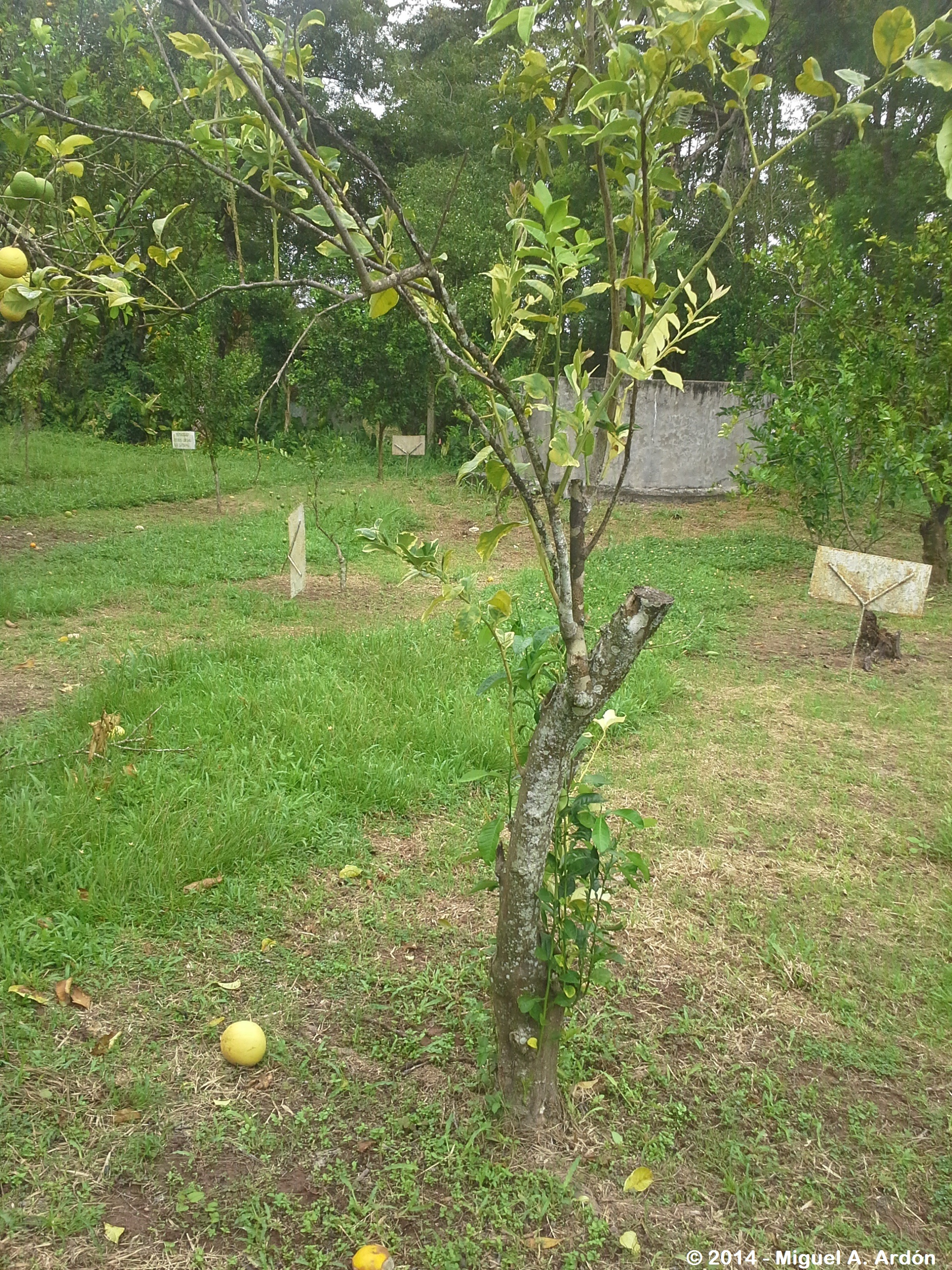
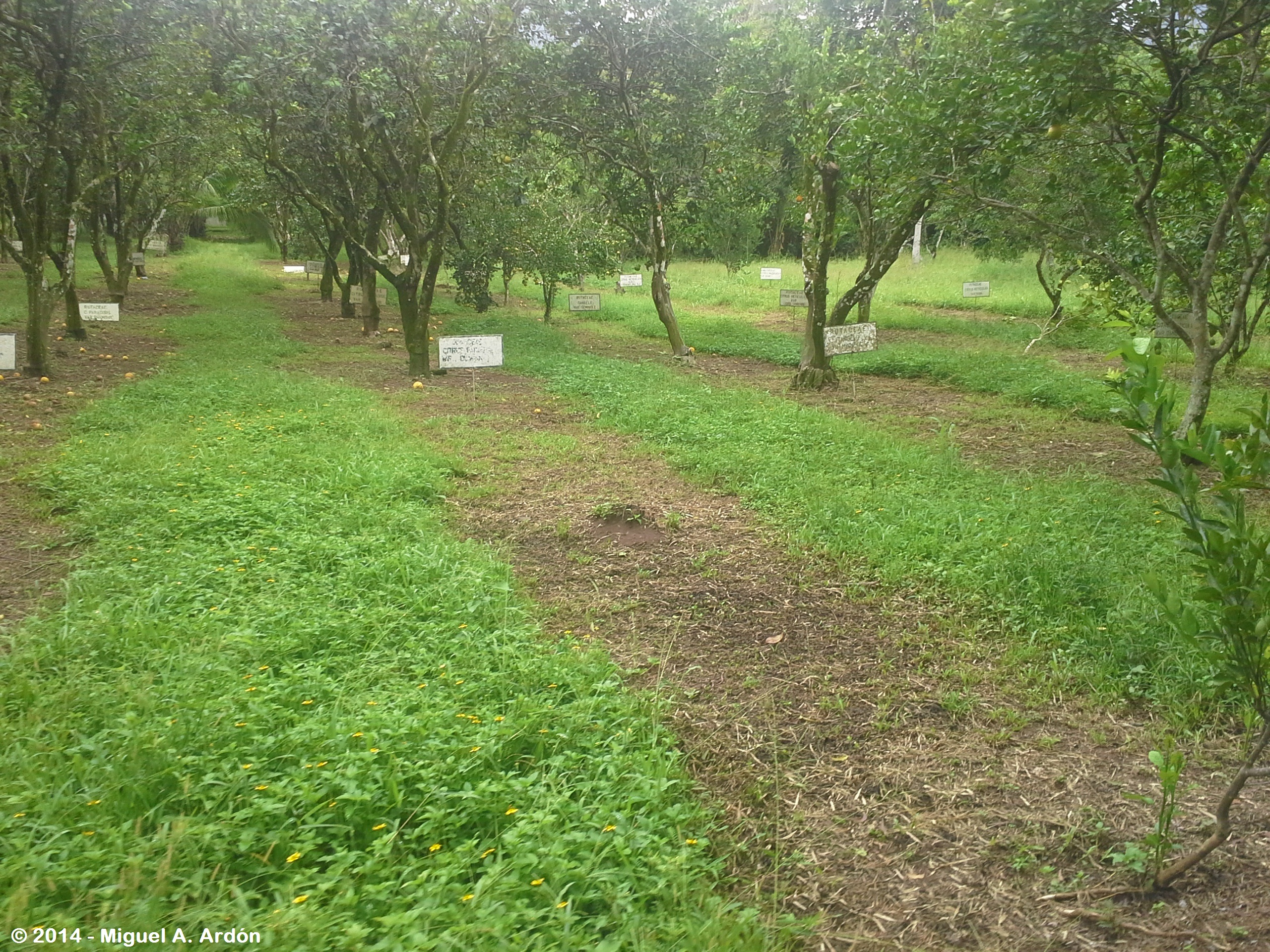
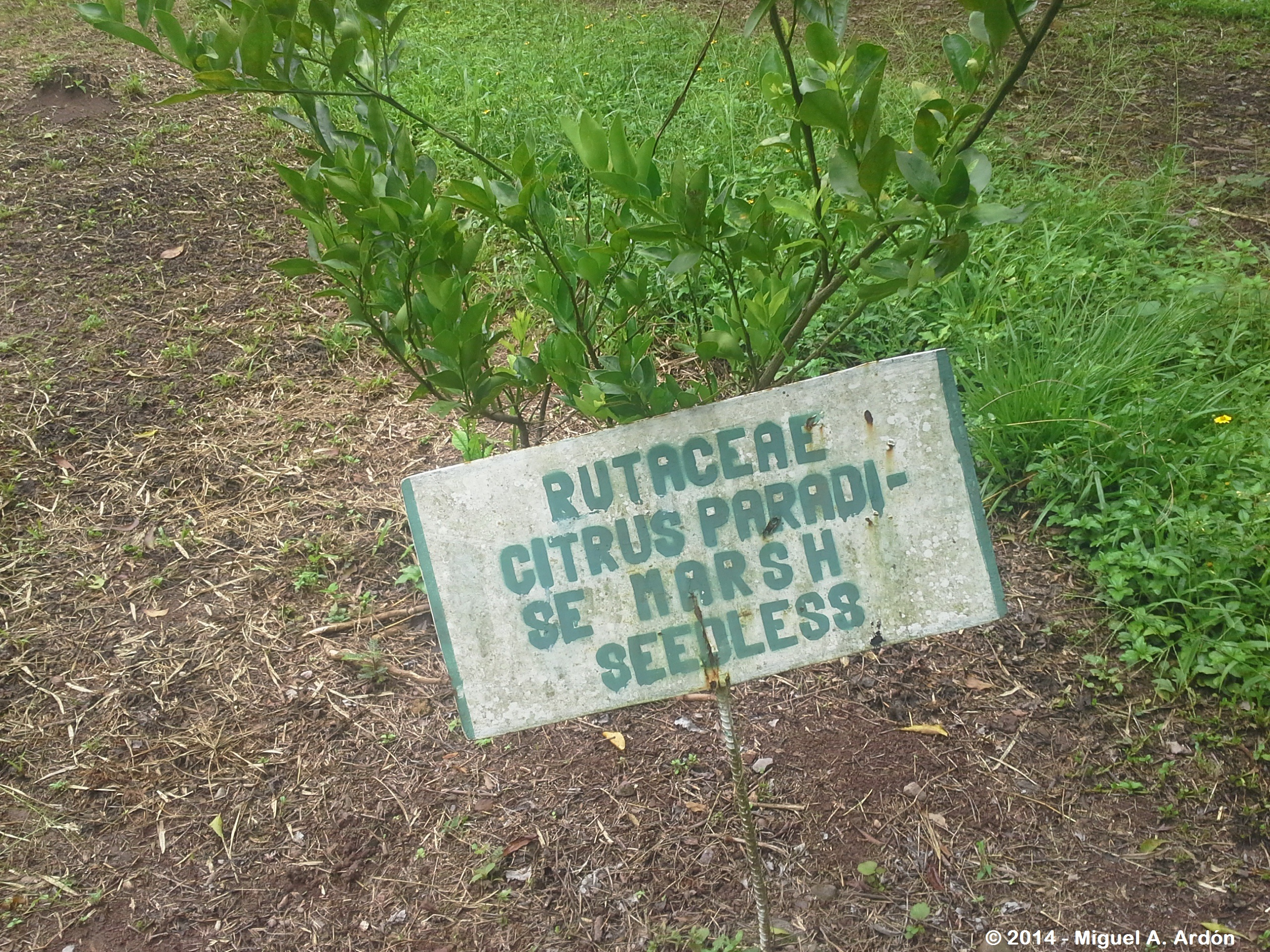
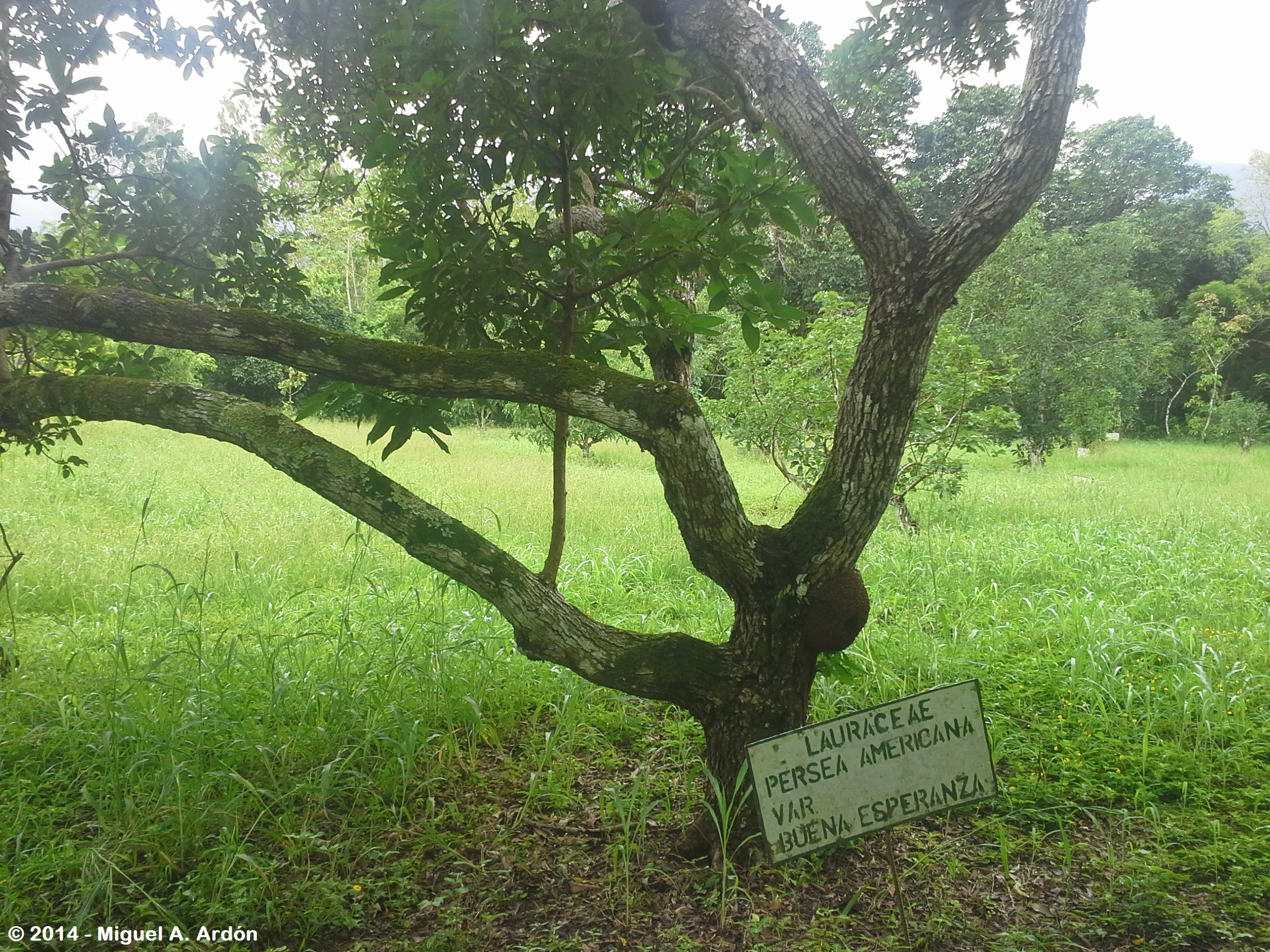
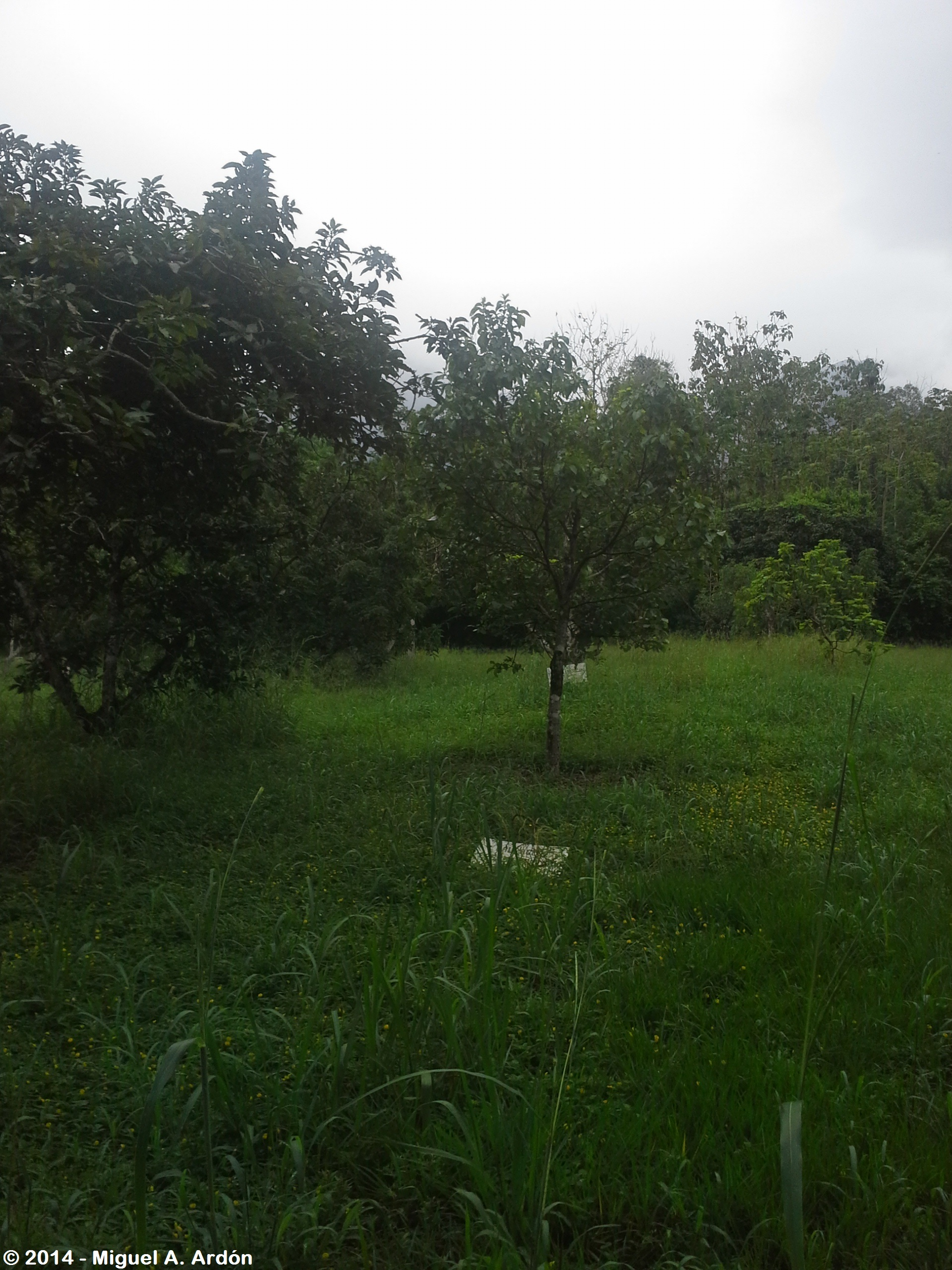
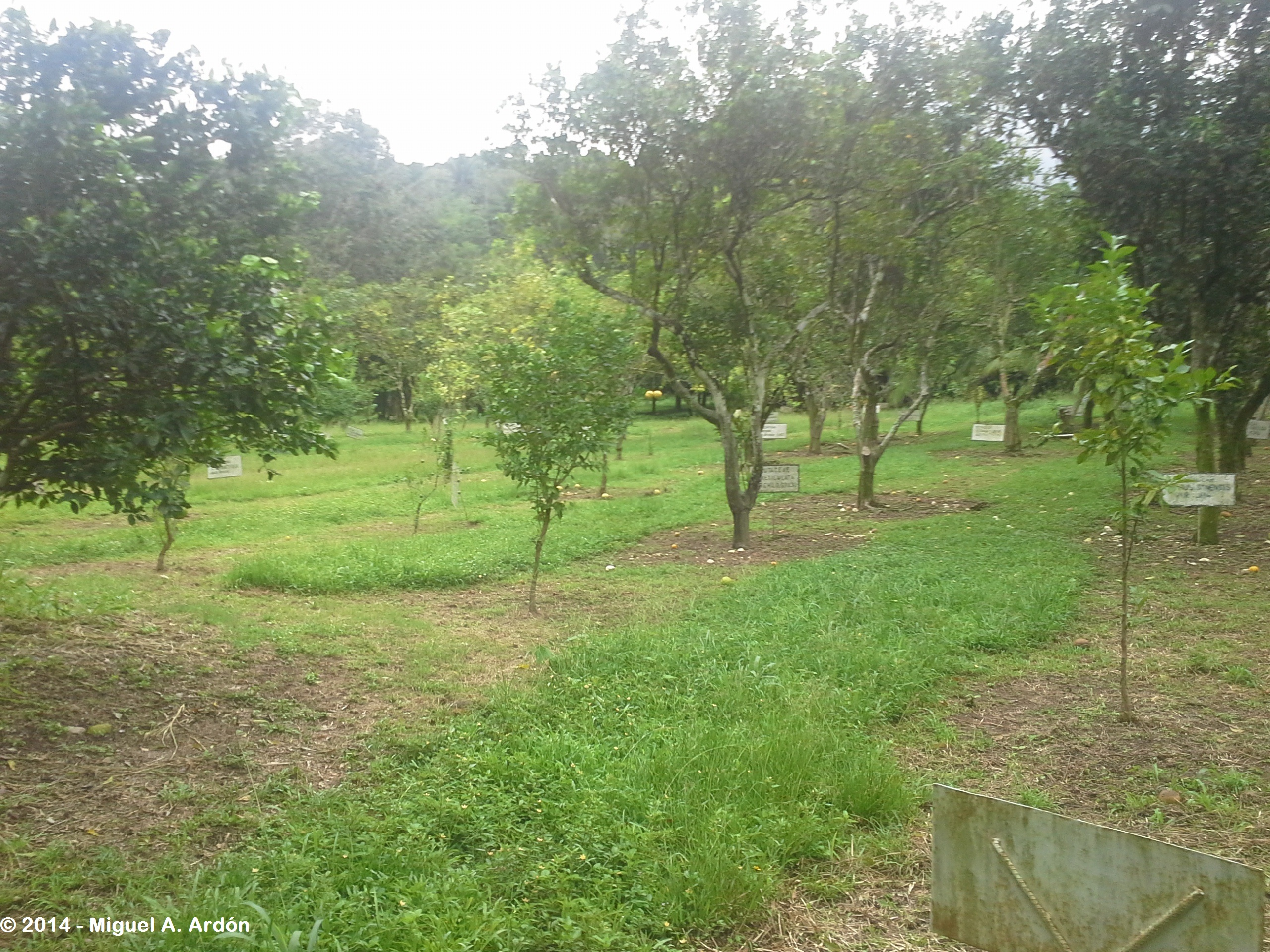
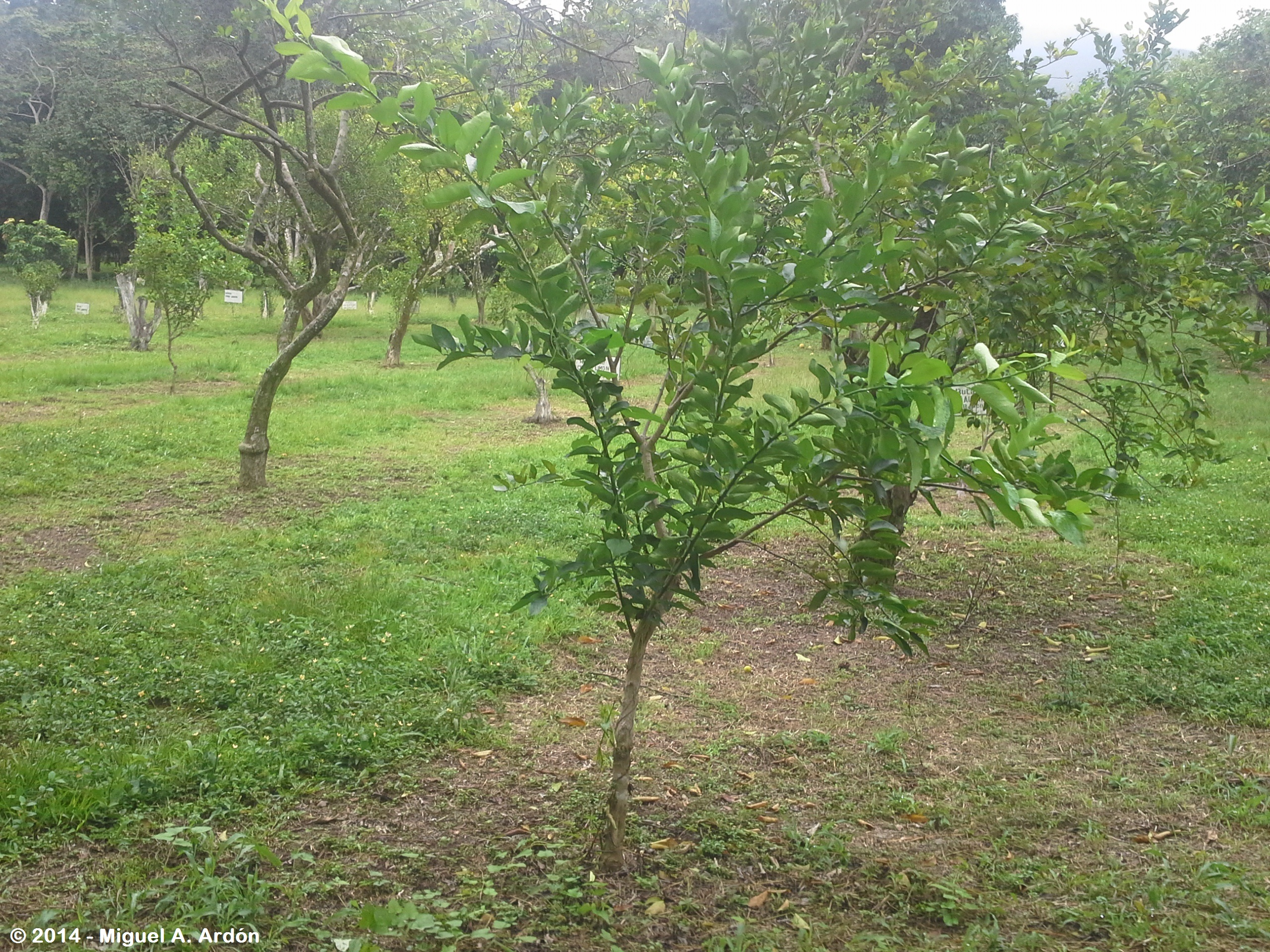
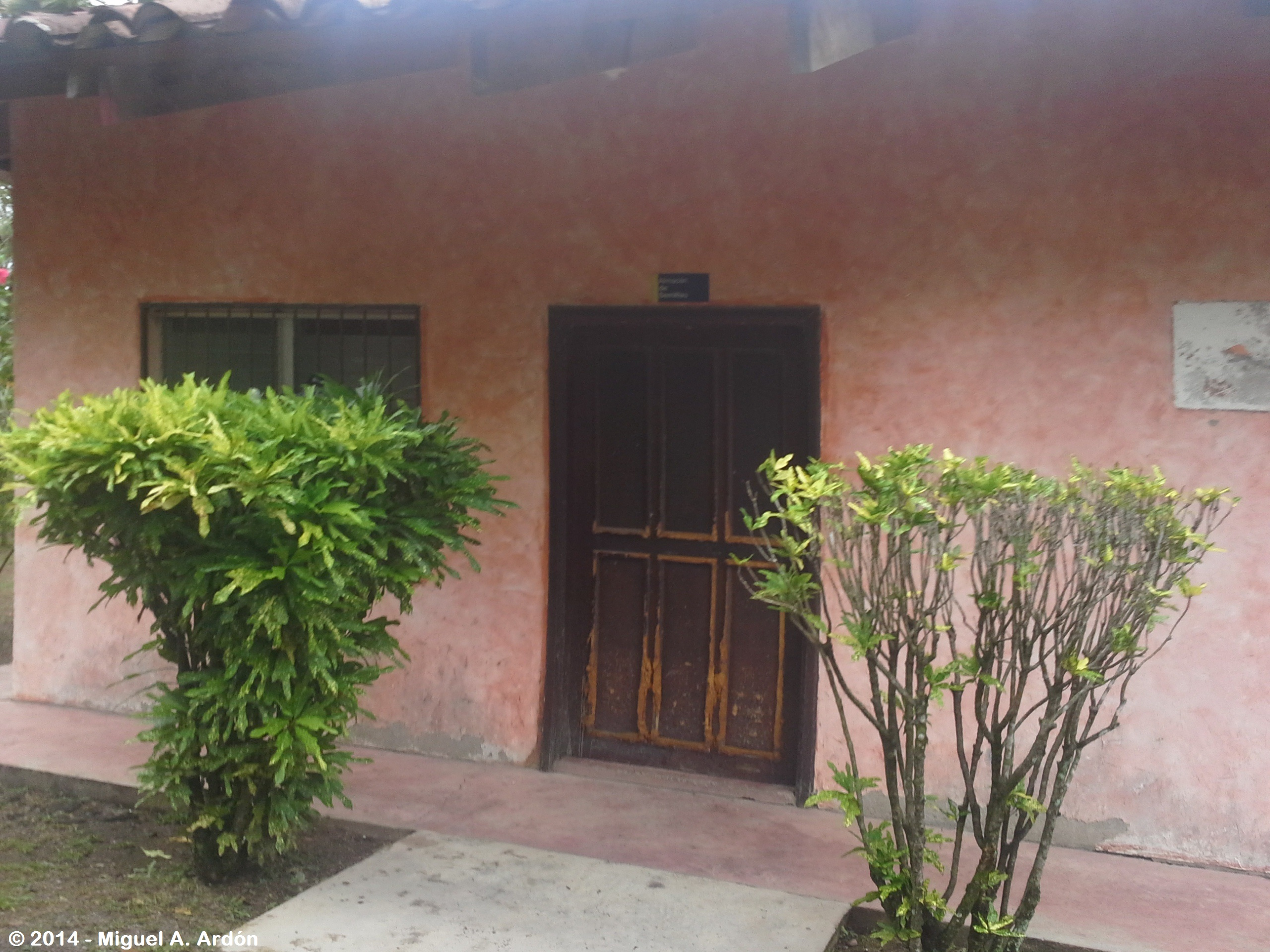
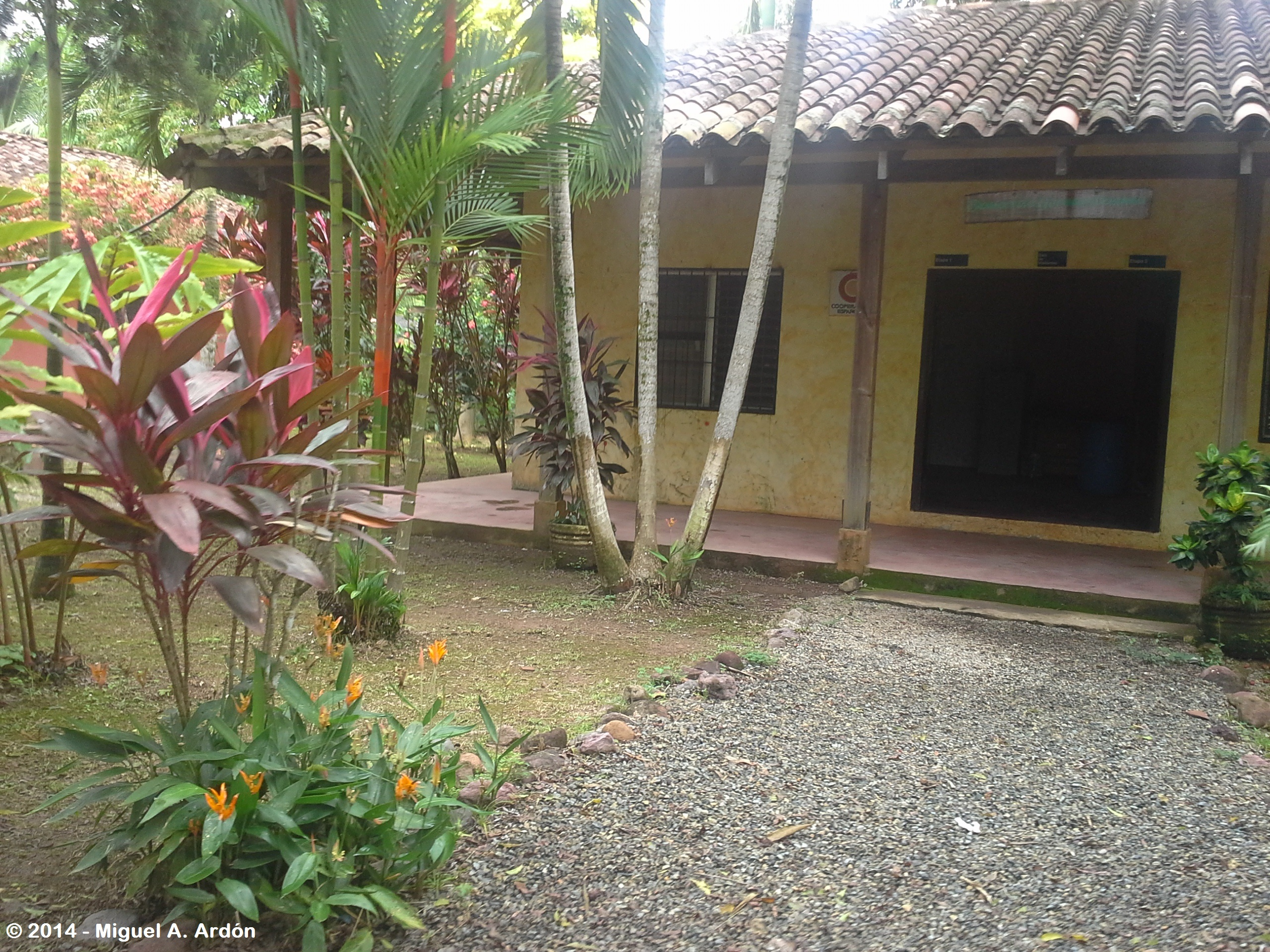